# Albert Clinton Horton

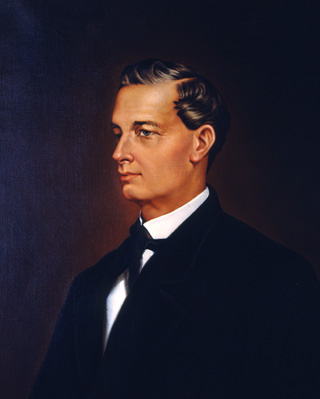
Albert Clinton Horton

Albert Clinton Horton (* 4. September 1798 im Hancock County, Georgia; † 1. September 1865 in Matagorda, Texas) war ein US-amerikanischer Politiker. Zwischen 1846 und 1847 war er Vizegouverneur des Bundesstaates Texas.

## Werdegang
Im Jahr 1823 kam Albert Horton nach Alabama. Dort schlug er später als Mitglied der Demokratischen Partei eine politische Laufbahn ein. In den Jahren 1829 und 1830 sowie nochmals von 1833 bis 1834 saß er als Abgeordneter im Repräsentantenhaus von Alabama. Seit April 1835 lebte er in Texas, das damals noch zu Mexiko gehörte. Er unterstützte die texanische Unabhängigkeitsbewegung. Während des texanischen Unabhängigkeitskrieges war er Oberst einer Kavallerieeinheit. Nach der Gründung der selbständigen Republik Texas war Horton zwischen 1836 und 1838 Mitglied des dortigen Senats. Im Jahr 1838 kandidierte er erfolglos für das Amt des Vizepräsidenten von Texas. 1842 war er erneut Offizier der Staatstruppen, als es darum ging, einen Angriff der Mexikaner zurückzuschlagen. Im Jahr 1845 gehörte er dem verfassungsgebenden Konvent des zukünftigen Bundesstaates Texas an.
Nach dem Beitritt Texas’ zur Union wurde Horton erster Vizegouverneur des neuen Bundesstaates. Dieses Amt übte er in den Jahren 1846 und 1847 aus. Dabei war er Stellvertreter von Gouverneurs James Pinckney Henderson und Vorsitzender des Staatssenats. Während der Gouverneur für einige Zeit als Offizier im Mexikanisch-Amerikanischen Krieg diente, übte Horton dessen Staatsgeschäfte aus. Nach seiner Zeit als Vizegouverneur zog sich Horton zunächst wieder in das Privatleben zurück. Er war Halter von über 150 Sklaven und galt als einer der reichsten Männer in Texas. Im Jahr 1860 nahm er als Delegierter an der Democratic National Convention in Charleston teil. Ein Jahr später war er ebenfalls Delegierter auf der Versammlung, die den Austritt seines Staates aus der Union beschloss. Während des folgenden Bürgerkrieges verlor er einen großen Teil seines Vermögens. Albert Horton starb am 1. September 1865 in Matagorda.